# Manuel Cisneros
Manuel Cisneros Sánchez (Lima, 1º novembre 1907 – Lima, 14 settembre 1971) è stato un avvocato, giornalista, politico e diplomatico peruviano.

## Biografia
Laureatosi in giurisprudenza alla Universidad Nacional Mayor de San Marcos nel 1929, esercitò la professione di avvocato, alternandola (fra il 1942 e il 1944) con quella di direttore del quotidiano La Crónica.
Politicamente militò nel Partito Civile di Manuel Prado Ugarteche, sotto la cui presidenza, per sette mesi nel 1945, ricoprì la carica di Ministro della Giustizia e del Culto.
Nel 1955, fu fra i fondatori del Movimento Peruviano Democratico (MPD), col quale appoggiò la nuova candidatura alla presidenza di Prado Ugarteche. Con la vittoria di quest'ultimo nel 1956, fu nominato Presidente del Consiglio dei ministri e Ministro degli Affari ad interim.
Dopo due anni di governo, fu nominato Ambasciatore in Spagna. Nel 1960, tornò in patria e continuò a presiedere il MPD, fino allo scioglimento coatto dei partiti deciso dal generale Juan Velasco Alvarado.

## Premi
- Premio Maria Moors Cabot: 1948[1]